# 賴斯山
47°27′12.32″N 13°1′33.49″E / 47.4534222°N 13.0259694°E
賴斯山（德語：Reißhorn），是奧地利的山峰，位於該國中部，由薩爾茨堡州負責管轄，屬於貝希特斯加登阿爾卑斯山脈的一部分，處於上柯尼希山西北面，海拔高度2,412米，